# Rituel romain

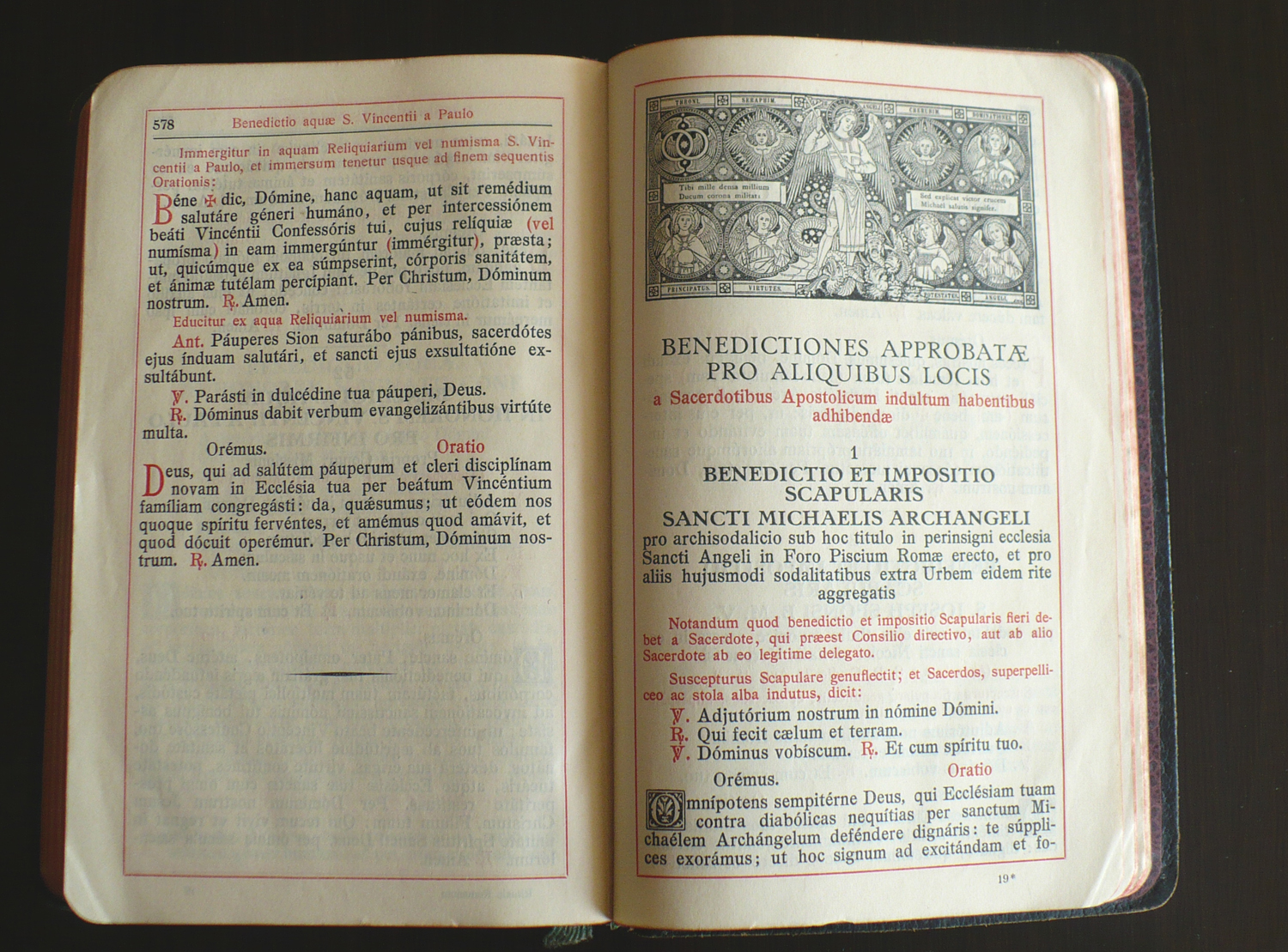
Copie moderne du rituel romain, il contient une compilation des principaux rituels de l'Église catholique.

Le rituel romain est un livre liturgique du rite romain regroupant la liturgie d'un certain nombre de cérémonies catholiques.
S'y trouvent principalement les cérémonies de bénédictions, d'exorcismes, et les sacrements,
La première édition typique a été publié par le pape Paul V en 1614 (une édition française fut imprimée en 1628 à Bordeaux par Guillaume Millanges). Il a été révisé en 1925 et 1959. À partir de 1969, l'ensemble des sections de ce livre liturgique sont progressivement remplacées par des ordines individuels :
- Ordo baptismi parvulorum (1969-1976)[1],
- Ordo celebrandi matrimonium (1969-1991)[2],
- Ordo exsequiarum (1969)[3],
- Ordo professionis religiosæ (1970)[4],
- Ordo unctionis infirmorum eorumque spiritualis curæ (1972)[5],
- Ordo initiationis christianæ adultorum (1972)[6],
- De sacra communione et de cultu mysterii eucharistici extra missam (1973)[7],
- Ordo pænitentiæ (1974)[8],
- Ordo coronandi imaginem Beatæ Mariæ Virginis (1981)[9],
- De benedictionibus (1984)[10],
- De exorcismis et supplicationibus quibusdam (1998)[11].

Le 26 janvier 1999, le cardinal Medina Estévez, alors préfet de la congrégation pour le culte divin et la discipline des sacrements a présenté la publication de ce dernier chapitre du rituel romain révisé, concernant les exorcismes, achevant ainsi les mises à jour des livres liturgiques à la suite du concile Vatican II. Pour autant la préface de cette édition laisse la liberté d'employer les éditions plus anciennes.

## Au cinéma
La prière aux agonisants dans la scène finale du film Remorques s'inspire largement de la litanie  d’aide aux mourants du paragraphe recommandations de l’âme dans le Rituel romain, ayant pour leitmotiv Seigneur, délivrez l'âme de votre serviteur (servante)...  . Les personnages bibliques cités appartiennent presque tous à l’Ancien Testament : Enoch, Élie, Noé, Isaac, Abraham , Job, Loth, Moïse , Daniel, Suzanne , David ,Saül, Goliath. L’oraison se termine par des personnages du Nouveau Testament : Pierre et Paul , Sainte Thecle. La litanie et son leitmotiv sont identiques dans le film et le rituel romain, mais la fin de l'oraison après la litanie est différente 
dans le film 

« Afin que tu ne connaisse pas l'horreur des tenebres Ni les gemissements de la flamme Ni la douleur des tourments Servante fidèle , âme fidèle Que la nuée des anges te conduise par la main Michel ! Gabriel ! Raphaël ! Anaël ! Raguel ! Anaël ! Raguel ! Ils prient pour que te réjouisse dans la douceur du repos idyllique .Pour que tu sois établie dans le jardin des cieux Pour que tu y sois conviée Pour que tes yeux contemplent la vérité dans la solitude »

Dans le rituel 

« Et comme vous avez délivré votre bienheureuse vierge et martyre sainte Thècle de trois horribles tourments, délivrez ainsi, s'il vous plaît, l'âme de votre serviteur et mettez-la dans la possession de tous les biens de votre Paradis. Ainsi soit-il ! »

  De même le début de l'oraison avant la litanie est différente
Dans le Rituel 

« ...que la blanche armée triomphante des Martyrs se réunisse ; que la troupe des Confesseurs, portant des lis éclatants, t'entoure ; que le chœur des Vierges te reçoive avec des chants ; jouis du repos bienheureux, rivé au sein des Patriarches.....
Recevez, Seigneur, l'âme de votre servante dans le lieu du salut qu'elle a espéré de votre miséricorde. Ainsi soit-il.
Délivrez, Seigneur, l'âme de votre servante de tous les périls de l'enfer ; délivrez-la des peines et de toutes les tribulations qui peuvent l'accabler. Ainsi soit-il.
Délivrez, Seigneur, l'âme de votre servante comme vous avez délivré Enoch et Elie de la mort à laquelle tous les hommes sont condamnés. Ainsi soit-il.
(Rituel romain à l'usage du diocèse de Bordeaux,diffère dans d'autres version du rituel)
Seigneur, mets ta ferveur au lieu de me donner le vice. Seigneur, libère ton âme fervente de tous les dangers de l'infirmité, et des pièges du pain, et de toutes les tentations. K. Ame (traduction automatique et approximative du latin,rituel romain à l'usage du diocese d'Alet). »

Dans le film : 

« Servante fidèle Je te remets à celui qui t'a formé du fin fond de la terre (ton createur),servante fidèle Que la blanche armée des martyrs t'accompagne Que le cortège des confesseurs t'environne servante fidèle Que l'assemblée des patriarches t'éleve ,Âme fidèle servante fidèle. Delivrez l'âme de votre servante comme Enoch de la mort commune.... »

 Se retrouve en partie dans une des prières de la grande pitié des mourants du site livres mystiques et dites extraites du rituel romain : 

« De là cette admirable et émouvante « recommandation de l'âme » qui tient une place si importante dans le Rituel romain et par laquelle l'Église fait appel à toutes les puissances du Ciel en faveur de l'âme qui va quitter la terre. »

 On en trouve une partie dans l’extrême onction.